# Emmanuel Eboué
Emmanuel Eboué (nascut a Abidjan, Costa d'Ivori el 4 de juny del 1983), és un exfutbolista ivorià que ha jugat de lateral o extrem. Eboué fou internacional amb la selecció de Costa d'Ivori des del 2004.